# 冷血 (小说)
《冷血》（英語：In Cold Blood）是美國當代文學經典，亦是極重要的分水嶺，入選二十世紀最偉大文學之林。本書是一本美國作家杜鲁门·卡波特於1966年出版的非虛構小说，本書詳述了1959年的一起凶殺案，位於堪薩斯州霍爾庫姆的农场主赫伯特·克拉特一家慘遭滅門。兇手狄克與佩里在犯案後不久被逮捕。柯波帝獲悉此案後，與好友作家哈波·李一同前往當地進行調查。他們訪問了當地居民與該案的調查人員，摘記了上千頁的紀錄，隨後以六年时间著成此書。《冷血》被公認是非虛構小說鼻祖及新新聞主義先驅，同時也是柯波帝的經典代表作之一。
《冷血》不但被改編為電影《冷血殺手》和迷你電視劇《冷血謀殺》，就連楚門·卡波提为了写作《冷血》而调查故事真相的曲折离奇过程，也被好莱坞拍摄成傳記电影《柯波帝：冷血告白》和《柯波帝：冷血污名》。

## 內容
- 第一章 死神来临前夕
- 第二章 不明人士
- 第三章 水落石出
- 第四章 角落

## 真实案件
赫伯特·克拉特（Herbert Clutter）是德州霍尔库姆（Holcomb）的一位成功的农场主，他最多时雇用了18个雇员，因为待人热情工资丰厚，赫伯特·克拉特深受人们爱戴。他有四个孩子，三个女儿和一个儿子，两个年龄稍长的女儿（Eveanna、Beverly）已经搬离了父母的家，只有16岁的南希（Nancy）、15岁的凯尼恩（Kenyon）与父母生活在一起。南希有一个男朋友博比，在案发之前他曾在克拉特家看电视。赫伯特·克拉特的妻子是邦妮（Bonnie），她在生育孩子之后就出现精神上的疾病。两名罪犯是理查·狄克（Richard Hickock）和佩里·史密斯（Perry Smith），他们因犯罪在监狱里相识，之后都被保释。与他们在同一个监狱服刑的弗罗德曾在克拉特家做工，他告诉迪克和佩里，克拉特家保险箱里有大量现金。迪克想抢走那些钱，去墨西哥开始新的生活。但事实上，克拉特家并没有大量现金。
1959年11月14日深夜，迪克与佩里开车到达克拉特家，趁克拉特一家睡眠时潜入，在发现并没有大量现金之后，他们将克拉特的喉咙割断，从头顶开枪将其灭口，后又将邦妮、南希和凯尼恩杀害。
迪克与佩里在1959年12月30日被逮捕。被捕后，佩里声称迪克在此案中杀害了两位女士，但之后又想替迪克顶罪一併承担这四起杀害的罪名，因为他心疼迪克的母亲；而迪克自始至终都说是佩里杀死了四个人。五年后两人被实施绞刑。

## 成就及影响
《冷血》是美国当代文学的分水岭，入选藍燈书屋“百年百大经典文学”，美国书评家协会“20世纪最伟大图书”，荣获爱伦·坡奖。

## 点评鉴赏
《冷血》全新的观察视角，对两名犯罪者的心理状态进行了深刻剖析，并对这起凶杀案在被害者所在村庄造成的影响进行了详尽挖掘。将传统小说的文学手法贯穿入新闻报道写作之中。《冷血》被公认为非虚构小说鼻祖及新新闻主义先驱，是美国文学史上的里程碑杰作，在世界文坛也拥有崇高地位。

## 改编

### 电影
和《冷血》有關題材的电影有三部，其中一部注重于《冷血》小說的情节，另外两部着重于对小说的創作過程、作者想像与研究的描述。
由理查德·布鲁克斯改編並導演的1967年的同名黑白電影《冷血殺手》，獲得奥斯卡獎四項提名，分别是最佳導演獎、最佳原創配樂獎、最佳攝影奬和最佳改编剧本奖。
另外二部講述了楚門·柯波帝的創作經歷和他對於這場兇殺案的想像。2005年，電影《柯波帝：冷血告白》获得了奥斯卡最佳男主角奖，另外获得了奥斯卡最佳影片奖、最佳女配角奖、最佳导演奖、最佳改编剧本奖的提名。一年后的2006年，电影《柯波帝：冷血污名》也受到了好评。

### 电视
1996年，《冷血》被改编为同名迷你电视剧《冷血謀殺》，获得金卫星奖与艾美奖提名。

## 外部連結
- （英文）《冷血》第一部：「死神來臨前夕」（页面存档备份，存于），於《紐約客》 (1965年9月25日)
- （英文）《冷血》第二部：「不明人士」 (摘要)（页面存档备份，存于），於《紐約客》 (1965年10月2日)
- （英文）《冷血》第三部：「水落石出」 (摘要)（页面存档备份，存于），於《紐約客》 (1965年10月9日)
- （英文）《冷血》第四部：「死牢」 (摘要)（页面存档备份，存于），於《紐約客》 (1965年10月19日)
- 《冷血》繁體中文版小說
- 迷你电视剧《冷血謀殺》繁體中文DVD，分上下集（页面存档备份，存于）